# Quincy (Illinois)

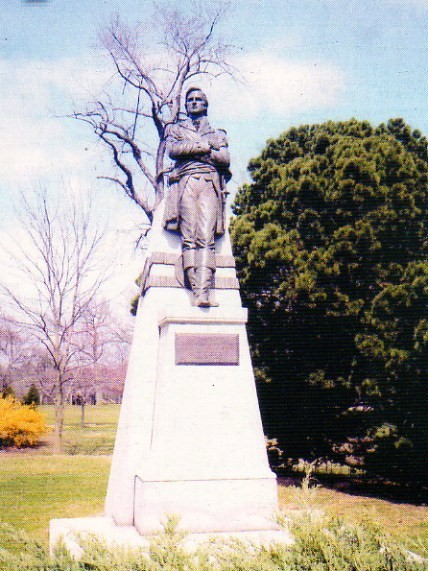
Pomnik George’a Rogersa Clarka w Quincy

Quincy, zwane Miastem Perłą – miasto w Stanach Zjednoczonych, w stanie Illinois, w hrabstwie Adams. Według spisu z 2020 roku miasto zamieszkuje 39,5 tys. osób. Jest stolicą hrabstwa Adams. Leży wzdłuż rzeki Missisipi, około 100 mil na północ od Saint Louis. Quincy leżało pomiędzy Keokuk w stanie Iowa a Hannibal w stanie Missouri stając się centrum handlowych tych trzech stanów. Mieszkańcy Quincy lubili swoje pobliskie sąsiedzkie miasto Hannibal, łączyła je silna więź do XIX wieku, która została ujęta w książkach Marka Twaina i fikcyjnej postaci Toma Sawyera i Huckleberry’ego Finna. Obecnie jest nowoczesnym miastem. W mieście rozwinął się przemysł maszynowy, spożywczy oraz elektrotechniczny.

## Historia
Quincy mieści się na brzegu rzeki Missisipi. Miejsce to było domem plemion Indian: Lisów, Sauk i Kickapoo. Fundatorem miasta był John Wood, który przybył z zachodu, Moravii w 1818 roku i osiedlił się na Militarnym Trakcie Illinois. Wood kupił 160 akrów ziemi od weteranów za 60 dolarów i w następnym roku powstała pierwsza osada nazwana Bluffs, w 1825 roku znana już jako Quincy. Wood został wybrany zastępcą gubernatora stanu Illinois w 1856, a w 1860 po śmierci Williama Bissella był gubernatorem do 1861 roku.
W 1825 Quincy stało się ośrodkiem administracyjnym hrabstwa Adams, nazwanego tak na cześć nowego prezydenta USA Johna Quincy’ego Adamsa.
5 000 członków Kościoła Jezusa Chrystusa Świętych w Dniach Ostatnich, zwanych Mormonami wyruszyło ze swoich domów w stanie Missouri i przybyło do Quincy podczas zimy 1838–1839. Pomimo znacznego wzrostu ludności, mieszkańcy Quincy zaopatrzyli Mormonów w jedzenie i schronienie zanim Joseph Smith doprowadził ich 40 mil w górę rzeki do Nauvoo.
Miasto początkowo składało się z osadników z Nowej Anglii, a w latach 40. XIX wieku przybyła fala niemieckich imigrantów. Nowi mieszkańcy przynieśli wiele umiejętności potrzebnych do rozwoju wspólnoty.
Niewolnictwo był poważnym problemem od początków powstania miasta. Miasto oddzielone tylko rzeką Missisipi od niewolniczego stanu Missouri stało się siedliskiem politycznych kontrowersji. Dr. Eells House, przemyślał stację numer jeden kolei podziemnej z Quincy do Chicago.
Ojciec Augustine Tolton był pierwszym czarnym katolickim księdzem, wyświęconym 24 kwietnia 1886 roku. Celebrował swoją pierwszą mszę w Quincy 18 lipca 1886 roku.
Quincy rosło szybko w latach 50. XIX wieku. Wtedy to przybył parowiec i rozpoczął się transport morski. Quincy było miejsce szóstej senatorskiej debaty między senatorem Stephanem A. Douglasem, a jego przeciwnikiem Abrahamem Lincolnem. Quincy było największym miastem, gdzie Lincoln i Douglas się pojawili.
Wojna secesyjna przyniosła miastu wiele korzyści. W 1870 roku Quincy prześcignęło Peorię i stało się drugim pod względem wielkości miastem w stanie Illinois. Masywny most kolejowy przez rzekę Missisipi został ukończony i Quincy uzyskało połączenie kolejowe z Omahą, Kansas City i innymi na zachodzie.
Dwukrotnie nominowany do nagrody All-American City, Quincy posiada ogromną kolekcję imponujących budowli architektonicznych, włączając kilka kościołów w stylu gotyckim. Willa Kathrine, marokański zamek usytuowany nad urwiskiem rzecznym jest unikalnym egzemplarzem kultury śródziemnomorskiej w Midwest. W mieście znajduje się Quincy University, Catholic Franciscan College ufundowany w 1860 roku, John Wood Community College, który jest dobrym technicznym college'm i Blessing-Riemann College of Nursing. Można tutaj odwiedzić kilka muzeów, rozległy system parków, kilka przedsiębiorstw produkcyjnych, przedsiębiorstw teleinformatycznych i rozbudowany system opieki medycznej. W Quincy ma siedzibę kilka organizacji artycstycznych, m.in. Quincy Symphony Orchestra, Quincy Community Theater i Muddy River Opera Company.
Podczas powodzi w 1993 roku, nadrzeczny biznes i przemysł poniósł ogromne starty, kiedy rzeka osiągnęła poziom 9,8 metra ponad poziom zalewowy. W tym czasie mosty Bayview i Memorial były jedynymi niezalanymi wiaduktami na rzece Missisipi otwarte między Alton, a Burlington. 16 lipca mosty zostały zamknięte na 40 dni,  kiedy zanurzyły się w wodach rzeki.
W Quincy urodziło się wielu znanych ludzi, m.in. Mary Astor, Rick Reuschel, Michael Swango.

## Geografia
Quincy leży nad rzeką Missisipi i zatoką Quincy, większy zbiornik wodny, do którego wpływają rzeczki Cedar i Homan.
Miasto zajmuje powierzchnię 38 km², z czego 37,9 km² stanowi ląd, a 0,1 km² (0,2%) stanowi woda.

### Obszar mikropolitalny
Quincy jest skupione w mikropolis, definiowanej jako obszar otaczający miasto w określonym obrębie o populacji mieszczącej się między 10 000 a 49 999 ludności. Obszar mikropolialny rozciąga się do Lewis County i prawdopodobnie hrabstwa Marion włączając miasto Hannibal.
Miasto wraz z przedmieściami ma około 46 966 ludności. Obecne pomiary pokazały, że do 10 mil od miasta populacja przekracza 55 000 ludności. Pomiary do 25 mil ukazały, że populacja wynosi 112 000 ludzi na tym obszarze. Sansone Group przeprowadzała badania, kiedy budowała Prairie Crossings Shopping Complex po wschodniej stronie Quincy.

### Pobliskie społeczności
Miasto ma pięć przedmieść do 16 km, wszystkie niezorganizowane lub technicznie włączone do Quincy.
- Hickory Grove jest małą rolniczą społecznością położoną na wschód od Quincy. Miasto zostało włączone do Quincy w 2004 roku, kiedy nowy kompleks sklepowy został wybudowany w poprzek autostrady. Droga Illinois 104 (Broadway) jest miejską ulicą biznesową, na której można znaleźć sklepy z odzieżą, restauracje i salony samochodowe. Obecnie populacja sięga 2 300 ludności.
- West Quincy jest handlowym miastem z brakiem ludności wzdłuż U.S. Route 24. Miasto zostało zalane podczas powodzi w 1993 roku i obecnie znajduje się tam stacja gazowa, lombardy, restauracje i tor gokartowy. Podczas wiosny liczba namiotów sprzedających fajerwerki rośnie, sprzedaż fajerwerków jest zabroniona w stanie Illinois, natomiast legalna w stanie Missouri. Miasto jest odseparowane od Quincy przez rzekę Missisipi.
- North Quincy znajduje się na północy od Quincy i jest całkiem dużym miastem  o populacji wynoszącej 3 000 ludności. Miasto nie zostało nigdy zaanektowane. Granice między Quincy a North Quincy wyznacza ulica Koch, którą podróżuje się od U.S. 24 do 36 ulicy. U.S. 24 i droga Illinois 96 przebiegają przez miasto, a stacja kolejowa Quincy znajduje się na północnym wschodzie.
- Ewbanks jest wioską na północnym wschodzie od Quincy. Populacja wynosi około 300 ludności, a jedyną cechą jest istnienie stacji radiowej. Połączony z Quincy ulicą Ellington.
- Marblehead jest położony na południe od Quincy na urwisku rzeki Missisipi. Miasto jest usytuowane wzdłuż drogi Illinois 57 (Gardner Expressway) i populacja sięga 1 000 ludności.

### Inne mniejsze miasta
- Keokuk miasto o populacji około 11 000 ludzi, oddalonej o 61 kilometrów na północ od Quincy. Główna droga do Keokuk to droga 61 przebiegająca po zachodniej stronie rzeki lub droga Illinois 96 przebiegająca po wschodniej stronie rzeki.
- Hannibal jest miastem o populacji około 18 000 ludzi, oddalonej o 42 kilometry na południe od Quincy. Główna droga do Hannibal to droga 61 przebiegająca po zachodniej stronie rzeki lub Interstate 172 przebiegająca po wschodniej stronie rzeki.
- Palmyra małe miasto o liczbie ludności 3 467. Znajduje się na linii między Quincy a Hannibal i jest domem wielu pracowników Quincy. Miasto jest stolicą hrabstwa Marion.
- Inne mniejsze miasta to Liberty, Payson, La Grange, Canton, Ursa, Camp Point i Mendon.

### Miasta partnerskie
- Herford, Niemcy
- Jiaxing, Chiny

## Demografia

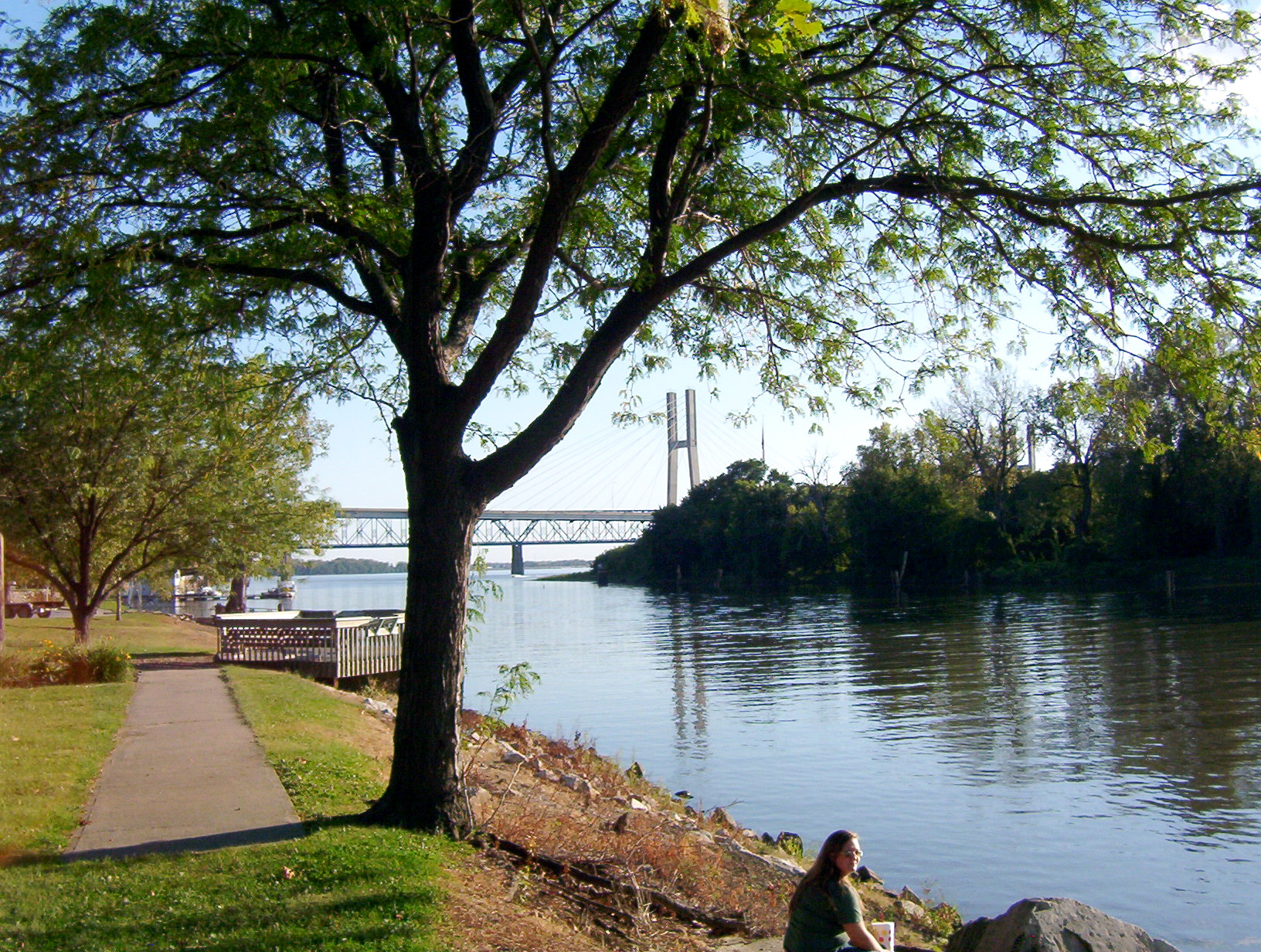
Widok na rzekę Mississippi

Według spisu z 2000 roku miasto zamieszkuje 40 366 osób skupionych w 16 546 gospodarstwach domowych, tworzących 10 109 rodzin. Gęstość zaludnienia wynosi 1 066 osoby/km². W mieście znajdują się 18 043 budynki mieszkalne, a ich gęstość występowania wynosi 476,5 mieszkania/km². Miasto zamieszkuje 93,02% ludności białej, 4,65% Afroamerykanów, 0,19% rdzennych Amerykanów, 0,54% Azjatów, 0,01% Mieszkańców Pacyfiku, 0,36% ludności innej rasy i 1,22% ludności wywodzącej się z dwóch lub więcej ras. Hiszpanie lub Latynosi stanowią 0,94% populacji.
W mieście są 16 546 gospodarstwa domowe, w których 28,6% stanowią dzieci poniżej 18 roku życia żyjących z rodzicami, 46,3% stanowią małżeństwa, 11,6% stanowią kobiety nie posiadające męża oraz 38,9% stanowią osoby samotne. 33,7% wszystkich gospodarstw domowych składa się z jednej osoby oraz 15,3% żyjących samotnie ma powyżej 65 roku życia. Średnia wielkość gospodarstwa domowego wynosi 2,3 osoby, natomiast rodziny 2,94 osoby.
Przedział wiekowy kształtuje się następująco: 23,4% stanowią osoby poniżej 18 roku życia, 10% stanowią osoby pomiędzy 18 a 24 rokiem życia, 25,8% stanowią osoby pomiędzy 25 a 44 rokiem życia, 20,9% stanowią osoby pomiędzy 45 a 64 rokiem życia oraz 19,9% stanowią osoby powyżej 65 roku życia. Średni wiek wynosi 38 lat. Na każde 100 kobiet przypada 88,3 mężczyzn. Na każde 100 kobiet powyżej 18 roku życia przypada 85,3 mężczyzn.
Średni dochód dla gospodarstwa domowego wynosi 30 956 dolarów, a dla rodziny wynosi 40 718 dolarów. Dochody mężczyzn wynoszą średnio 30 734 dolarów, a kobiet 20 748 dolarów. Średni dochód na osobę w mieście wynosi 17 479 dolarów. Około 9,2% rodzin i 2,2% populacji miasta żyje poniżej minimum socjalnego, z czego 15,2% jest poniżej 18 roku życia i 8,3% powyżej 65 roku życia.